# Nemanja Radonjić
Nemanja Radonjić (szerbül:  Немања Радоњић; Niš, 1996. február 15. –) szerb válogatott labdarúgó, a Crvena zvezda játékosa.

## Pályafutása

### Klubcsapatokban
Fiatalon megfordult a Železničar Niš, a Medijana, a Radnički Niš, a Partizan korosztályos csapataiban. Hamar külföldre igazolt és a román Gheorghe Hagi Labdarúgó Akadémiájára került, majd innen Olaszország felé vette az irány, előbb a Roma, majd az Empoli csapatánál lépett pályára a korosztályos csapatokban.
Az AS Roma színiben felnőtt tétmérkőzésen nem lépett pályára, de hazájába kétszer is kölcsönadták. A 2016–17-es szezon a Čukarički csapatánál töltötte, ahol 31 tétmérkőzésen 4 gólt szerzett. A következő szezont a Crvena zvezda együttesénél töltötte, itt bajnoki címet ünnepelhetett. 2018. augusztus 29-én végleg megvásárolták az olasz klubtól. A következő nap el is adták a francia Olympique Marseille csapatának, a 7-es mezszámot kapta meg. Szeptember 16-án mutatkozott be a bajnokságban a Guingamp ellen Dimitri Payet cseréjeként a 84. percben.
2021. február 1-jén jelentették be, hogy kölcsönbe a német Hertha BSC játékosa lett. A 2021–22-es szezont a portugál SL Benfica csapatánál töltötte kölcsönben.
2022. július 17-én opciós joggal kölcsönbe került az olasz Torino csapatához. A szezon végén élt a klub az opciós jogával. 2024. január 31-én félévre került kölcsönbe a spanyol RCD Mallorca csapatához.

### A válogatottban
Végig járta a szerb korosztályos csapatokat. Tagja volt a 2017-es U21-es labdarúgó-Európa-bajnokságon részt vevő keretnek, csoportjuk 3. helyén végeztek.
2017. november 14-én mutatkozott be a felnőttek között a Dél-Korea elleni felkészülési mérkőzésen. Mladen Krstajić szövetségi kapitány meghívta a 2018-as labdarúgó-világbajnokságra utazó keretébe. A tornán Svájc és Brazília ellen lépett pályára.

## Sikerei, díjai
- Crvena zvezda
  - Szerb bajnok: 2017–18